# Garphytte sanatorium

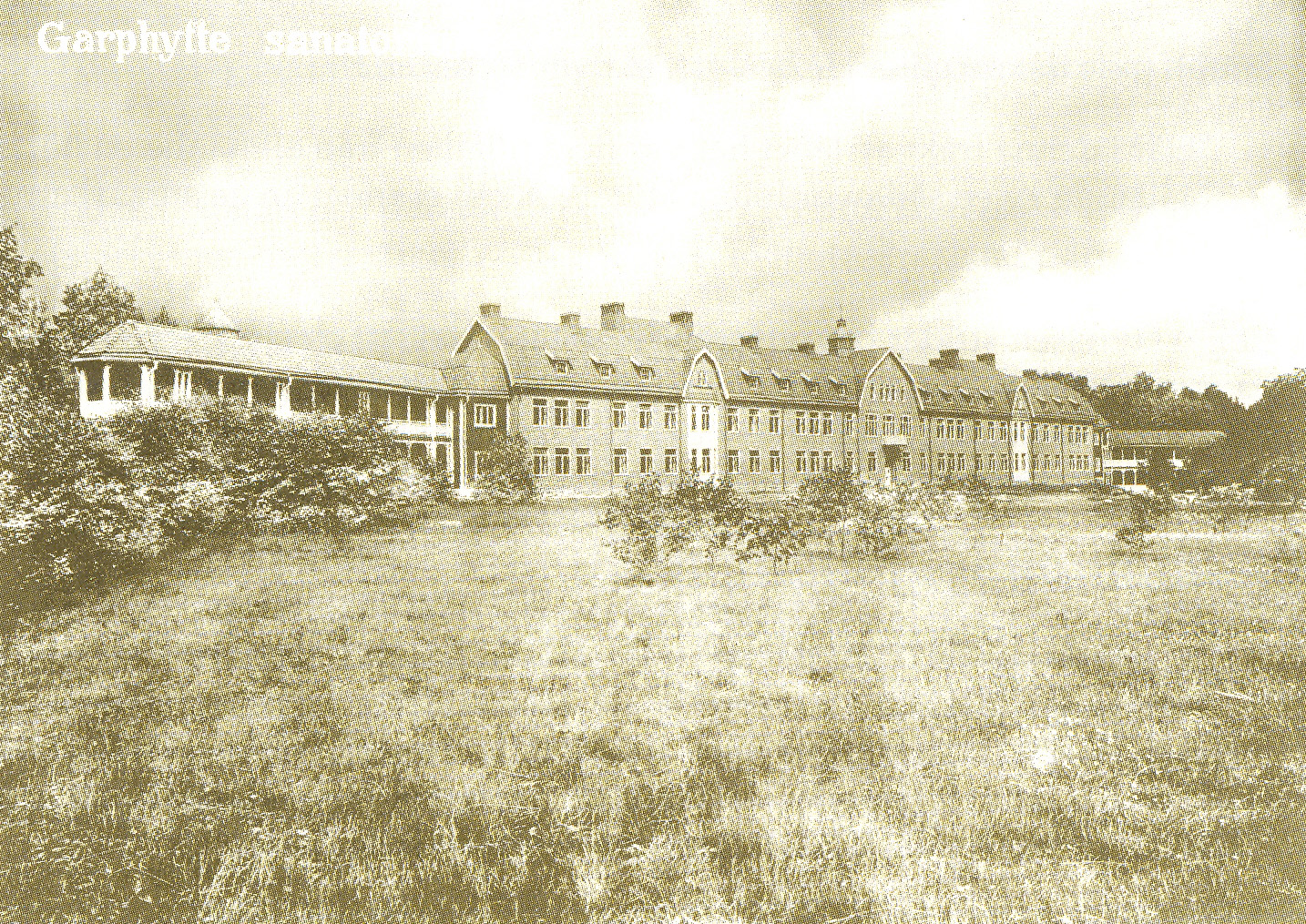
Garphytte sanatorium cirka 1914.

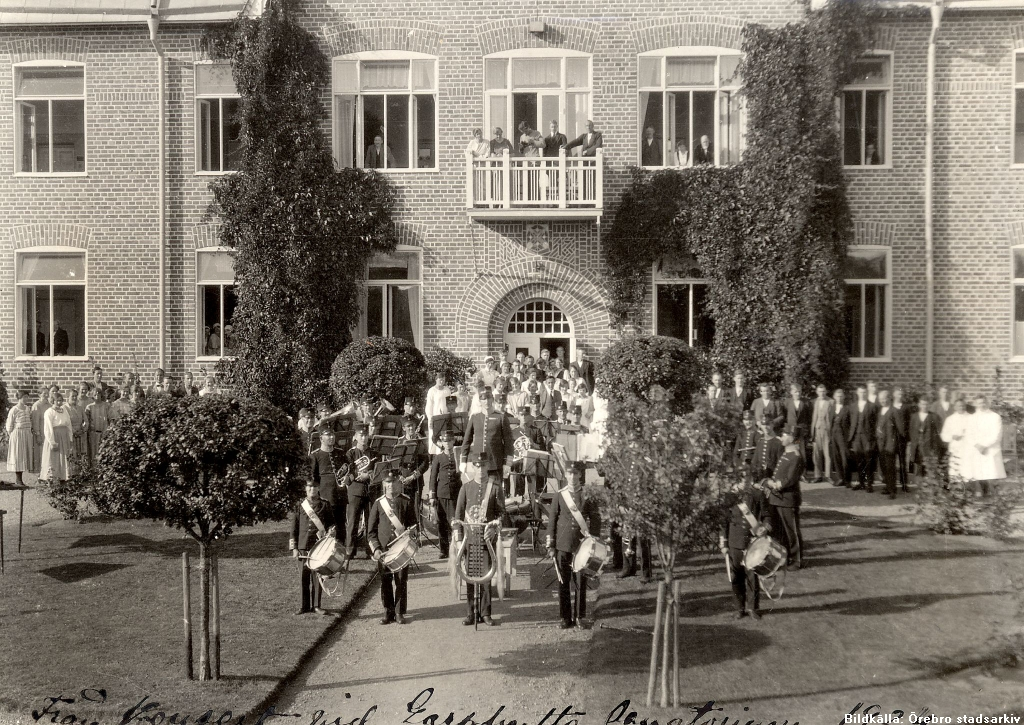
I 3:s musikkår vid Garphytte sanatorium år 1924.

Garphytte sanatorium låg på Kilsbergens sluttning, strax utanför Garphyttan i västra Närke.

## Historik
Örebro läns landsting tillsatte år 1907 en kommitté med uppgift att planera för tuberkulosvården i Örebro län. Det var landshövding Theodor Nordström som yrkade på att ett stort sjukhus skulle uppföras istället för flera mindre. Landstinget fattade beslut om att uppföra sanatoriet år 1910. Tomten uppläts fritt av staten som ägde marken. Sanatoriet byggdes under åren 1911-13. Arkitekt var stadsarkitekten i Örebro Magnus Dahlander, och byggmästare Karl Karlsson, Örebro, ledde byggarbetet. Sanatoriet invigdes den 13 september 1913 av landshövding Karl Johan Bergström. Från början fanns 92 sängplatser. En barnavdelning med 24 vårdplatser tillkom 1920-23. År 1921 byggdes ett bostadshus för personal. Ytterligare 20 vårdplatser tillkom år 1932. Ett ytterligare bostadshus för personal tillkom 1938 och en underläkarbostad 1943. År 1944 tillkom den så kallade E-paviljongen med 44 platser, avsedd i första hand för tuberkulösa flyktingar. År 1948 uppges att sanatoriet hade 188 vårdplatser, varav 160 var avsedda för vuxna och 28 för barn.
År 1945 intogs 338 patienter, och vårdades totalt 438. Medeltal vårdade per dag var 141. Medelvårdtiden var 147 dygn. Till och med 1946 hade 7 068 patienter vårdats på sanatoriet.
Delar av sanatoriet ändrades år 1956 till att bli ett sekundärsjukhus för sinnessjuka, men verksamheten för lungsjuka fortsatte parallellt. År 1963 beslutade landstinget att sanatoriet skulle byta namn till Garphytte sjukhus. Den lungmedicinska verksamheten, som med tiden innehöll mindre tuberkulosvård, flyttade in till Örebro år 1966 som den nya lungkliniken vid Regionsjukhuset. Lungkliniken var till en början förlagd till det gamla sanatoriet i Adolfsberg.
Garphytte sjukhus var under åren 1966-1967 ett annexsjukhus till Mellringe sjukhus med beteckningen sjukhem för lättskötta mentalsjuka. Efter detta uppgick verksamheten i sjukhemsorganisationen. Det hade vid denna tid 178 vårdplatser. Verksamheten torde ha avvecklats i mitten av 1980-talet. Lokalerna användes sedan som flyktingförläggning under ett antal år. Flyktingförläggningen upphörde under mitten av 1990-talet och byggnaden stod sedan tom. Hösten 2005 revs byggnaderna, då man inte funnit någon användning för dem.

## Sanatorieläkare
- 1913-1916 Hjalmar Swederus
- 1916-1926 Gustaf Thaarup
- 1926-1950 Helena Klein (1885–1983)
- 1950-1966 Olle Nilsson (f. 1904)